# NAOqi
NAOqi（ナオキ）は、仏AldebaranRobotics社が開発したミドルウェア。同社の人型ロボットNao・Pepper・Romeoに搭載されている。

## 特徴
GentooベースのGNU/Linuxディストリビューションで、同社のロボットのフレームワークであるNAOqi Frameworkを内包する。ただしNaoqi2.3からはqi Frameworkの使用が推奨されている。プラットフォームはWindows・Mac・Linuxに対応し、アプリケーション開発にはC++・Pythonまたは後述のChoregrapheを用いる。

### 沿革
- 2014年6月27日 - Nao EVOLUTION向けにNAOqi 2.1リリース[4]
- 2015年3月25日 - Pepper向けにNAOqi 2.3.0リリース[5]
- 2015年6月15日 - PepperがROSに正式対応[6]
- 2015年10月29日 -  Pepper向けにNAOqi 2.4.2リリース[7]
- 2016年4月4日 -  Pepper向けにNAOqi 2.4.3リリース[8]
- 2017年4月4日 -  NAOqi OS 2.5.5リリース

### Choregraphe
Choregrapheは古典的なプログラミング言語の知識がなくてもアプリケーションを開発できるよう用意されたGUIベースの開発環境・ビジュアルプログラミング言語。モーション・発話・センシングなどが定義された「ボックス」をドラッグ＆ドロップし矢印で接続することで対話的な挙動を実現できる。さらにPython・C++によりカスタムボックスを作成することも可能。

### Autonomous
Pepper向けNaoqi2.05やNao向けNaoqi2.1から Autonomous Life という自律機能が追加され、状況に応じた行動が可能となった。主に対話相手の有無に応じる（Solitary Activity モードと Interactive Activetiy モード）ほか、危険を察知すると緊急回避行動をとり（Safeguard モード）、回避に失敗すると全動作を停止する（Disabled モード）など。